# 潭州 (隋朝)
潭州，隋朝时设置的州。曾作为一级行政单位，是大部分湖南地区以及部分湖北地区在古代的称呼；也曾作为二级行政单位，地域包括今长沙、湘潭、株洲、岳阳南、益阳、娄底等地。
潭州作为城市名，也是长沙（当时的州治或府治）的古称。

## 一级行政单位
隋朝开皇九年（589年）以地有昭潭而名，改湘州为潭州，设立潭州总管府。隋炀帝时废除潭州，另立一级行政单位长沙郡，但辖区缩小。唐初改为潭州。
元朝至元十四年（1277年）立湖广等处行中书省，又称潭州行省。至元十八年（1281年），迁省治到鄂州，不再称潭州行省。

## 二级行政单位
唐朝武德三年（621年），又改长沙郡为潭州。五代后梁天成二年（927年），马殷建楚国，改潭州为长沙府，作国都。北宋乾德元年（963年），复置潭州。宋朝末，潭州共辖长沙、善化、宁乡、浏阳、湘阴、益阳、湘潭、醴陵、湘乡、安化、攸、衡山等12县。
元朝至元十四年（1274年），改潭州为潭州路，为湖广等处行中书省治所。至元十八年（1281年），湖南道宣慰司治潭州。天曆二年（1329年），以元文宗潜邸所幸，改天临路。至正二十一年（1364年），朱元璋改天临路为潭州府。明朝洪武五年（1372年），再改为长沙府。

## 行政区划
| 唐朝衡州辖县 | 唐朝衡州辖县                                                                 |
| ------------ | ---------------------------------------------------------------------------- |
| 618年        | 长沙县、衡山县、邵阳县、攸县、益阳县、新康县                                 |
| 621年        | 长沙县、衡山县、益阳县、新康县（邵阳县、攸县改属南梁州，新设醴陵县、湘乡县） |
| 624年        | 长沙县、衡山县、益阳县、醴陵县、湘乡县（废除新康县）                         |
| 707年        | 长沙县、益阳县、醴陵县、湘乡县（衡山县改属衡州）                             |
| 708年        | 长沙县、益阳县、醴陵县、湘乡县（增浏阳县）                                   |
| 806年        | 长沙县、益阳县、醴陵县、湘乡县、浏阳县（湘潭县来属）                         |

## 刺史
唐朝潭州刺史
- 冉安昌（621年）
- 房仁裕（武德初年）
- 沈叔安（武德、贞观年间）
- 李瓌（贞观年间）
- 李康（贞观初年）
- 李恪（636年，未任）
- 唐俭（贞观年间）
- 王立行（贞观年间）
- 王奉慈（650年）
- 褚遂良（655年—657年）
- 刘德敏（660年）
- 杨志本（长安年间）
- 裴怀古（707年）
- 唐贞休（唐睿宗时）
- 王子麟（先天年间）
- 姚元景（开元初年）
- 尹正义（开元初年）
- 王熊（716年）
- 梁知微（717年）
- 窦彦澄（730年）
- 皇甫顗（开元年间）
- 长沙郡太守
- 林披（唐肃宗时）
- 庞承鼎（760年）
- 源休（761年）
- 崔瓘（765年）
- 张谓（765年—767年）
- 阳济（767年—769年）
- 韦之晋（769年）
- 崔瓘（769年—770年）
- 辛京杲（770年—773年）
- 独孤问俗（773年—779年）
- 萧复（779年—780年）
- 李皋（780年—782年）
- 李承（782年—783年）
- 孔巢父（783年，未任）
- 赵憬（783年—786年）
- 元全柔（786年—787年）
- 畅悦（787年）
- 裴胄（787年—791年）
- 李衡（791年—792年）
- 齐抗（792年）
- 李巽（792年—797年）
- 吕渭（797年—800年）
- 王仓（800年-802年）
- 杨凭（802年—805年）
- 薛苹（805年—808年）
- 窦群（808年，未任）
- 李众（808年—811年）
- 柳公绰（811年—813年）
- 张正甫（813年—816年）
- 韦贯之（816年—817年）
- 袁滋（817年—818年）
- 崔倰（818年—819年）
- 崔群（819年—820年）
- 孔戢（820年—823年）
- 沈传师（823年—826年）
- 刘遵古（826年—827年）
- 王公亮（827年—828年）
- 韦辞（829年—830年）
- 高重（830年）
- 李翱（833年—834年）
- 李仍叔（834年—835年）
- 卢周仁（835年—837年）
- 李翊（837年）
- 杨嗣复（840年—841年）
- 卢简辞（841年）
- 崔元式（842年—843年）
- 裴休（843年—847年）
- 李回（848年）
- 裴识（848年—851年）
- 崔黯（851年—852年）
- 崔慎由（852年—853年）
- 李当（854年—856年）
- 崔罕（856年）
- 杜蕴（857年）
- 韩琮（858年）
- 蔡袭（858年—862年）
- 刘潼（862年）
- 丁琛（咸通年间）
- 李璋（咸通年间）
- 李丛（868年—869年）
- 于瑰（869年—872年）
- 王凝（872年—873年）
- 李庾（873年—874年）
- 裴瓒（874年—876年）
- 崔瑾（876年—878年）
- 李系（879年）
- 李巢（879年—880年）
- 李裕（880年—881年）
- 闵勖（881年—886年）
- 周岳（886年—893年）
- 邓处讷（893年—894年）
- 王搏（894年，未任）
- 刘建锋（894年—896年）
- 崔胤（896年，未任）
- 张佶（896年）
- 马殷（896年—927年）

楚国潭州刺史
- 长沙府尹（927年—930年）
- 马希声（930年—932年）
- 马希范（932年—947年）
- 马希广（947年—950年）
- 马希萼（950年）
- 马希崇（950年—951年）
- 边镐（951年）
- 廖简（954年）
- 张文表（954年，自立）
- 周行逢（954年）
- 宇文琼（954年）

北宋知潭州
- 吕余庆（963年—964年）
- 王祐（970年—973年）
- 朱侗（974年—977年）
- 石载熙（977年—979年）
- 赵承宗（980年）
- 何承矩（982年—987年）
- 刘审琼（987年）
- 王承衍（987年—989年）
- 魏羽（990年—993年）
- 董俨（994年—995年）
- 牛冕（995年）
- 魏廷式（995年）
- 陈省华（998年）
- 李允则（999年—1001年）
- 马亮（1002年—1003年）
- 陈靖（1004年）
- 杨覃（1005年—1009年）
- 刘师道（1009年—1014年）
- 李应机（1014年—1017年）
- 李溥（1018年）
- 乐黄目（1019年—1021年）
- 李若谷（1027年—1029年）
- 章频（1030年—1031年）
- 王硕
- 李昭述
- 刘赛（1034年—1036年）
- 夏侯彧（1036年—1040年）
- 贾昌龄
- 刘沆（1041年）
- 魏瓘（1041年—1042年）
- 刘沆（1043年—1044年）
- 刘夔（1045年）
- 周沆（1048年—1051年）
- 余靖（1052年）
- 任颛（1052年）
- 刘元瑜（1054年）
- 燕度（1056年）
- 刘元瑜（1057年）
- 余靖（1057年—1058年）
- 王罕（1058年—1060年）
- 杨可
- 吴中复（1062年—1064年）
- 王罕
- 燕度（1064年—1067年）
- 唐诏（1071年—1072年）
- 潘夙（1072年）
- 康卫（1074年）
- 沈起（1074年）
- 苏寀（1074年—1075年）
- 韩铎
- 曾布（1075年—1077年）
- 郭逵（1077年）
- 谢景温（1077年—1082年）
- 何正臣（1082年—1084年）
- 陈睦（1085年—1086年）
- 谢麟（1088年—1089年）
- 路昌衡（1089年）
- 蒋之奇（1090年）
- 谢麟（1090年）
- 李湜（1091年—1093年）
- 路昌衡（1093年—1094年）
- 张舜民（1097年—1098年）
- 温益（1098年—1100年）
- 安惇（1100年）
- 张茂宗
- 李闳（1102年—1104年）
- 王汉之（1105年）
- 曾孝广（1105年—1106年）
- 王涣之（1107年—1108年）
- 席震（1108年—1109年）
- 王襄（1109年）
- 曾孝序（1110年—1111年）
- 张为（1113年—1114年）
- 曾孝序（1116年—1118年）
- 王涣之（1118年）
- 赵㠓（1119年）
- 陈显仁（1121年）
- 李杰
- 陈邦光（1126年）
- 郭三益（1126年—1127年）